# St Davids Head
St Davids Head är en udde i Storbritannien.   Den ligger i kommunen Pembrokeshire och riksdelen Wales, i den sydvästra delen av landet, 400 km väster om huvudstaden London.
Terrängen inåt land är platt. Havet är nära St Davids Head åt nordväst. Närmaste större samhälle är St Davids, 4,0 km sydost om St Davids Head. Trakten runt St Davids Head består i huvudsak av gräsmarker.